# 吉田たかよし
吉田 たかよし（よしだ たかよし、本名：吉田 隆嘉〈読み同じ〉、1964年7月3日 - ）は、日本の医師・博士（医学）、東京理科大学客員教授、学習カウンセリング協会理事長、人間情報学会理事・ヘルスケア部会長、総務省ICT利活用遠隔医療研究プロジェクトリーダー、元NHKアナウンサー、ラジオパーソナリティ、コラムニスト。ホリプロを経て、タイタン所属。

## 経歴
京都府出身。灘中学校・高等学校、東京大学工学部（量子化学専攻）を卒業後、東京大学大学院工学系研究科修士課程修了。東京大学新聞研究所（現・東京大学大学院情報学環・学際情報学府）修了。東京大学経済学部（ミクロ金融論：小林孝雄ゼミ）を経て国家公務員I種経済職試験を合格（経済企画庁の内定は辞退）。
1989年にNHKに入局。同期には草野満代、村上里和、升田尚宏（後にTBSへ移籍）などがいた。個性派アナウンサーとして『ひるどき日本列島』や野球実況を担当。当時の名義は吉田隆嘉。
NHKを退職後に北里大学医学部に学士入学し、卒業。東京大学大学院医学系研究科博士課程修了、博士（医学）。
元自由民主党幹事長・加藤紘一の公設第一秘書や自民党かながわ政治大学校6期生を経て、2003年に執行された第43回衆議院議員総選挙に神奈川8区から自民党公認で立候補し、39,434票を得たが落選している。
本郷赤門前クリニックを開設し、院長を務め、受験生を専門に扱う。そのかたわら、学習カウンセラーを養成する学習カウンセリング協会の理事長、WIN首席研究員などを務める。
2009年より、東京理科大学客員教授に就任。
2010年より、人間情報学会理事・ヘルスケア部会長に就任。
2011年より、総務省ICT利活用遠隔医療研究のプロジェクトリーダーに就任。
2011年より、ネッククーラー研究プロジェクトに参画。
2021年より、浜学園・はまキッズ・沖縄受験ゼミナールなど浜学園グループの教育顧問に就任。
2024年より、京都聖母学院幼稚園の教育顧問に就任。

## エピソード
- 東京大学大学院工学系研究科修士課程在籍時、生命工学の研究の傍ら、全く畑違いの国家公務員I種経済職試験に2年連続で合格した[2]。しかし、吉田が志望していた大蔵省（現・財務省）ではなく経済企画庁（現・内閣府）の内定であったため、内定を辞退しNHKに入局した。
- 元素周期表をこよなく愛し、世界各地の元素周期表を収集している[3]。

## 出演番組

### 現在
- 白熱ライブ ビビット- 火曜日コメンテーター（2015年3月31日 - ）
- 上沼・高田のクギズケ!（読売テレビ・中京テレビ） - 医学解説・コメンテーター
- OH! HAPPY MORNING（ジャパンエフエムネットワーク制作／JFN系列一部地域にて放送） - 「Today's Focus」コーナー木曜コメンテーター
- ニュースワイドSAKIDORI（文化放送）- 水曜日　SAKIDORIクリニック（健康コーナー）
- 北野誠のズバリ！（中部日本放送）-金曜日　（健康コーナー）
- かんさい情報ネットten!（読売テレビ） - 準レギュラー

### 過去
- 吉田たかよし プラス!（文化放送、2006年4月3日 - 2007年3月30日）
- 赤い奇跡（2006年4月9日・10日、TBS）
- AGF ドクターたかよしの吉田健康クリニック（文化放送インターネットTV）
- ユンソナのTOKYO METROSEXUAL LIFE（文化放送）
- CCBニュース（パーフェクト チョイス：現スカチャン 2006年11月 - 2007年6月）
- AGF 吉田健康～あなたのドクターたかよしです（文化放送・吉田照美 ソコダイジナトコ、2007年4月2日 - 2011年4月1日）
- 平成教育予備校（フジテレビ）
- のりゆきのトークDE北海道（北海道文化放送）
- 7時の情報デリバリー　金曜「ドクターたかよしの140歳まで前向き生活」（文化放送・吉田照美 ソコダイジナトコ、2011年4月8日 - 2013年3月29日）
- サンデージャポン（TBS） - 医療・政治問題担当コメンテーター
- 森田一義アワー 笑っていいとも!（フジテレビ） - 「目指せ連続正解クイズ!わかってない」に出演
- 爆笑問題の大変よくできました!（テレビ東京） - 医学・教育コメンテーター

## 著書
- 『最強の勉強法』（PHP出版単行本、ISBN 4569662994）
- 『不可能を可能にする最強の勉強法』（PHP出版文庫本、ISBN 4569623735）
- 『不可能を可能にする最強の勉強法―究極の鉄則編』（PHP出版単行本、ISBN 4569625827）
- 『「分かりやすい話し方」の技術―言いたいことを相手に確実に伝える15の方法』（講談社ブルーバックス、ISBN 4062574780）
- 『脳を活かす!必勝の時間攻略法』（講談社現代新書、ISBN 4061496689）
- 『話は最初のひと言で決めなさい』（中経出版、ISBN 4806119717）
- 『1分間ですべてが決まる!』（サンマーク出版、ISBN 4763195662）
- 『“できる人”は地図思考』（日経BP社、ISBN 4822243214）
- 『仕事脳―成功する人の脳の使い方』（講談社、ISBN 4062131803）
- 『「脳力」をのばす!快適睡眠術』（PHP新書、ISBN 4569649866）
- 『脳で勝つ!中学受験』（学習研究社、ISBN 405403148X）
- 『一家に一冊!目からウロコの健康診断書の中身―ここがわかれば、自分のカラダがもっと見えてくる!』（学習研究社、ISBN 4054033423）
- 『“すぐやる人”になれる本』（成美文庫、ISBN 4415077471）
- 『寝ながら仕事術』（インデックス・コミュニケーションズ、ISBN 4757304293）
- 『話し上手は「相づち」が9割』（宝島社新書、ISBN 4796659412）
- 『気持ちよく眠って、スッキリ目覚める本―“キレイ”も“運”も上向く!』（三笠書房 知的生きかた文庫 わたしの時間シリーズ、ISBN 4837976859）
- 『勝てる子供の脳―親の裁量で子供は伸びる!』（角川新書）
- 『脳を天才にする!勉強法必勝マニュアル』（講談社）
- 『脳を攻略!最強のプレゼンテーション』（PHPビジネス新書）
- 『ひと言で伝える!話し方』（中経出版）
- 『2週間でベスト脳をつくる本!』（大和書房）
- 『子どもの学習脳を育てる法則!』（こう書房）
- 『思い通りに人を動かす、最強!会話術』（徳間書店）
- 『悩んでないで!すぐやる力トレーニング』（TAC出版）
- 『脳に効く!絶対合格できる勉強法』（講談社）

## 監修
- 『図解 相手を瞬時に引きつける最強の話し方』 (ISBN 4479791175)
- 『大人のための百ますドリル』 (ISBN 4594042090)